# Шаг вперёд 2: Улицы
«Шаг вперёд 2: Улицы» (англ. «Step Up 2: the Streets») — сиквел молодёжной музыкальной мелодрамы «Шаг вперёд», вышедший в кинопрокат в 2008 году.

## Сюжет
Энди с детства любила танцевать и мама отвела её на танцплощадку в пригороде, откуда произошёл известный конкурс под названием «Улицы». И Энди училась танцам, не сдаваясь, и, как её учила мама, оставаясь собой. Когда Энди было 16 лет, мама заболела и умерла, и всё изменилось, в том числе и «Улицы».
Энди Уэст — молодая уличная танцовщица, член команды «4-1-0», живущая в Балтиморе, Мэриленд, у своей опекунши Сары — лучшей подруги мамы. Команда Энди участвует в конкурсах команд в клубах и готовится к главному конкурсу — «Улицы», который пройдет неизвестно когда и неизвестно где.
Команда устраивает «выходку» в вагоне метро, танцуя и снимая всё на камеру. После показа видео с места нарушения порядка по телевизору, Сара говорит Энди, что она безответственна, бросила школу и водится с преступниками, запретила ей общаться со своей командой, а также хочет отправить её к тёте Элис в штат Техас.
Энди встречает своего друга детства Тайлера Гейджа в танцевальном клубе «Дракон» и соглашается соревноваться с ним на танцплощадке.
Если победит Тайлер, то Энди пойдёт на просмотр в Мэрилендскую школу искусств и останется жить у Сары (которую Тайлеру ещё предстоит уговорить пойти на это). В клубе после проигрыша она натыкается на незнакомого парня и он обращает внимание на её танец.
На прослушивании в школе директор Блейк Коллинз против принятия Энди, так как она «не формат» их заведения, но брат директора Чейз Коллинз (который оказался тем парнем из клуба) убеждает принять её. Из-за дополнительных занятий по танцам с Блейком Энди пропускает тренировки своей команды, и её оттуда выгоняют. Расстроенная, она рассказывает об этом Чейзу, который советует ей собрать свою собственную команду и выступить на «Улицах». Также он рекомендует ей будущих танцоров её новой команды — таких же неформатных по меркам школы, как и она сама, но которые являются профессионалами своего дела. А также Энди приглашает своего друга Лося, с которым подружилась, придя в школу. Чейз сделал дубликат ключа от школьного зала, и теперь у них есть возможность заниматься по ночам.
Команда Энди решила устроить себе тест — прийти посостязаться в танцевальный клуб. Но, не показав ничего приличного, они были с позором изгнаны оттуда. Зато к ним присоединилась подруга Энди — Мисси Серрано, которой не понравилось, как бывшие друзья обращались с Энди. И порекомендовала расстроившейся команде устроить «выходку», и тем самым вернуть уважение к себе и заявить о готовности участвовать в «Улицах». «Выходку» они обыграли вокруг лидера «4-1-0» Така.
Уже более уверенные в себе, новые друзья Энди идут на барбекю в дом Мисси. За ними увязывается бывшая подружка Чейза — Софи, энергичная девушка, занимающаяся в школе и актёрской игрой, и танцами, и пением. На барбекю все танцуют сальсу, и Софи, ревнуя Чейза к Энди, танцует с Лосем.
«4-1-0» не нравится появление конкурентов и, встретив возвращающегося после барбекю Чейза, Так с дружками избивают его и предупреждают держаться подальше от «Улиц» и Энди. Также на следующий день была обнаружена разгромленная ночью студия танцев в школе. Директор школы заявил, что школа не будет иметь никакого отношения к этим состязаниям, а любая причастность студентов приведёт к их исключению. Энди говорит друзьям, что они далеко зашли, но теперь всё кончено. Блейк Коллинз исключает из школы только Энди, так как она приняла всю вину на себя.
Энди собирается к отъезду в Техас, не отвечает на звонки Чейза, команда распалась. Однажды Энди получает сообщение от Мисси с местом и временем проведения «Улиц». Но продолжает собираться дальше. Такое же сообщение получили и все члены её команды, находящиеся как раз на школьном приёме для сбора средств. Они уходят с приёма, приходят домой к Энди и убеждают её выступить, Сара её тоже отпускает, услышав, что Энди сделала для этих людей.
Блейк Коллинз замечает уход студентов с приёма и допрашивает Софи, которая во всём сознаётся, а Лось предлагает Блейку сходить туда и посмотреть. Сначала команда не могла выступить из-за препятствий «4-1-0», но после речи Энди, в которой она предложила «Улицам» перейти туда, откуда всё и началось, команда показала отличное выступление. Директор возвращает Энди в Мэрилендскую школу.

## В ролях
- Брайана Эвиган — Энди Уэст
- Роберт Хоффман — Чейз Коллинз
- Адам Дж. Севани — Роберт Александр III «Лось»
- Кэсси Вентура — Софи Донован
- Даниэль Поланко — Мисси Сирано
- Кристофер Скотт — «Волосатик»
- Мари Кода — Дженни Кидо
- Джанель Кембридж — «Флай»
- Луис Розадо — «Монстр»
- Гарри Шам мл. — «Кабельщик»
- ЛаДжон Дантзлер — «Улыбак»
- Телиша Шоу — Фелиция
- Блэк Томас — Так
- Уилл Кемп — Блейк Коллинз
- Соня Сон — Сара
- Ченнинг Татум — Тайлер Гейдж

## Музыка
| 1. Flo Rida feat. T-Pain — «Low» (3:50) (Команда МШИ спешит на «Улицы») 2. Missy Elliott — «Shake your pom pom» (4:00) (Тренировки команды МШИ) 3. Cherish feat. Yung Joc — «Killa» (3:50) (Танец Энди на прослушивании в МШИ) 4. Plies feat. Akon — «Hypnotized» (3:08) 5. Cassie — «Is it you» (3:57) (Титры) 6. Trey Songz feat. Plies — «Can’t help but wait» (Remix) (3:24) 7. T-Pain feat. Teddy Verseti — «Church» (4:00) (Битва Энди против Тайлера) 8. Missy Elliott — «Ching-a-Ling» (3:38) (Выступление «4-1-0») 9. Enrique Iglesias — «Push» (3:28) (Играет на фоне в клубе после битвы Энди и Тайлера) 10. Cupid feat. B.o.B — «3-6-9» (3:31) (Трейлер) 11. Bayje — «Impossible» (4:08) 12. Sophia Fresh feat. Jay Lyriq — «Lives in da club» (3:28) 13. Scarface feat. Trey Songz — «Girl you know» (Remix) (4:15) 14. K.C. — «Say cheese» (4:05) 15. Brit & Alex — «Let it go» (3:21) 16. Montana Tucker feat. Sikora & Denial — «Ain’t no stressin» (4:19) | - Timbaland feat. Dr. Dre, Missy Elliott & Justin Timberlake — «Bounce» (4:02) (Финальное выступление команды МШИ на «Улицах») - Hope — «Bring me flowers» (3:48) - Breaking Benjamin — «Diary of Jane» (3:18) (Танец Чейза на уроке) - Robin Thicke — «Everything I can’t have» (3:24) (Сальса на вечеринке) - Busta Rhymes feat. Timbaland — «Get down» (3:40) (Флэшмоб «4-1-0» в метро) - B.o.B feat. Wes Fif — «Haterz everywhere» (3:28) - Yung Joc feat. Bun B & Young Dro — «I’m a G» (4:32) (Выступление команд на «Улицах») - Webbie feat. Lil Phat & Lil Boosie — «Independent» (4:13) - Trick Daddy feat. International Jones — «Lights off» (3:39) - Pitbull — «Midnight» (3:34) - Laura Izibor — «Mmm…» (3:27) (Отчисление Энди, распад команды МШИ) - Swizz Beatz — «Money in the bank» (3:11) (Финальное выступление команда МШИ на «Улицах», танец девушек) - Jowell y Randy feat. Pitbull, Rupee, Nina Sky & Swizz Beatz — «No te veo» (DJ Buddha remix) (4:41) (Вечеринка у Мисси) - Digital Underground — «The humpty dance» (6:31) («Выходка» команды МШИ) - Ludacris — «The Potion» (3:54) (Выступление «4-1-0» на «Улицах») - Timbaland feat. Keri Hilson & D.O.E. — «The way I are» (3:19) (Танец Лося на лестнице) - Kevin Michael feat. Akil Dasan & Lupe Fiasco — «We all want the same thing» (Acoustic version) (4:04) - Koop — «Whenever there is you» (4:02) - Pretty Ricky feat. Ckravin — «Work it out» (4:56) - Rage Against the Machine — «Killing in the name» (5:14) |